# Lijst van voetbalinterlands Amerikaanse Maagdeneilanden - Britse Maagdeneilanden
Deze lijst van voetbalinterlands is een overzicht van alle officiële voetbalwedstrijden tussen de nationale teams van de Amerikaanse Maagdeneilanden en de Britse Maagdeneilanden. De landen speelden tot op heden negen keer tegen elkaar. De eerste ontmoeting was een vriendschappelijke wedstrijd op 24 maart 2001 in Road Town. Het laatste duel, een kwalificatiewedstrijd voor het Wereldkampioenschap voetbal 2026, vond plaats in Road Town op 26 maart 2024.

## Wedstrijden
| № | Plaats           | Datum             | Competitie           | Wedstrijd                         | Uitslag |
| - | ---------------- | ----------------- | -------------------- | --------------------------------- | ------- |
| 1 | Road Town        | 24 maart 2001     | Vriendschappelijk    | Br. Maagdeneil. − Am. Maagdeneil. | 2 − 0   |
| 2 | Road Town        | 30 januari 2004   | Vriendschappelijk    | Br. Maagdeneil. − Am. Maagdeneil. | 5 − 0   |
| 3 | Road Town        | 25 september 2004 | Vriendschappelijk    | Br. Maagdeneil. − Am. Maagdeneil. | 2 − 1   |
| 4 | Road Town        | 14 maart 2008     | Vriendschappelijk    | Br. Maagdeneil. − Am. Maagdeneil. | 0 − 0   |
| 5 | Road Town        | 15 maart 2008     | Vriendschappelijk    | Br. Maagdeneil. − Am. Maagdeneil. | 1 − 1   |
| 6 | Charlotte Amalie | 3 juli 2011       | WK 2014 kwalificatie | Am. Maagdeneil. − Br. Maagdeneil. | 2 − 0   |
| 7 | Road Town        | 10 juli 2011      | WK 2014 kwalificatie | Br. Maagdeneil. − Am. Maagdeneil. | 1 − 2   |
| 8 | Christiansted    | 22 maart 2024     | WK 2026 kwalificatie | Am. Maagdeneil. − Br. Maagdeneil. | 1 − 1   |
| 9 | Road Town        | 26 maart 2024     | WK 2026 kwalificatie | Br. Maagdeneil. − Am. Maagdeneil. | 0 − 0   |

## Samenvatting
| Competitie        | Totaal gespeeld | Winst Am. Maagdeneil. | Gelijk | Winst Br. Maagdeneil. | Doelsaldo Am. Maagdeneil. – Br. Maagdeneil. |
| ----------------- | --------------- | --------------------- | ------ | --------------------- | ------------------------------------------- |
| WK-kwalificatie   | 4               | 2                     | 2      | 0                     | 5 − 2                                       |
| Vriendschappelijk | 5               | 0                     | 2      | 3                     | 2 − 10                                      |
| Totaal            | 9               | 2                     | 4      | 3                     | 7 − 12                                      |

Wedstrijden bepaald door strafschoppen worden, in lijn met de FIFA, als een gelijkspel gerekend.